# Jacques Madaule
Jacques Madaule (n. 11 octombrie 1898, Castelnaudary, Languedoc-Roussillon, Franța – d. 19 martie 1993, Paris, Île-de-France, Franța) a fost un scriitor, intelectual catolic și politician francez.

## Biografie
Născut în Castelnaudary (departamentul Aude), Jacques Madaule a urmat studiile universitare la Toulouse și a terminat pe primul loc concursul Agrégation d'histoire⁠(fr)[traduceți] în anul 1922. Membru al institutului École française de Rome⁠(fr)[traduceți], a activat ca profesor de istorie între 1935 și 1958 la licee din Tunis, Poitiers și Paris, terminându-și cariera didactică la liceul Michelet din Vanves.
Discipol al lui Emmanuel Mounier și al istoricului Jules Isaac, a colaborat la revista Esprit . A dedicat mai multe lucrări lui Paul Claudel și lui Dante.
În timpul ocupației germane din al Doilea Război Mondial, a editat, împreună cu François Perroux, revista de orientare pétainistă La Communauté française („Comunitatea franceză”).
Fondator în 1948 al asociației Amitié judéo-chrétienne de France („Prietenia iudeo-creștină în Franța”) și președinte al acesteia între 1948-1975, Jacques Madaule a militat intens în favoarea renunțării oficiale la antiiudaism din partea Bisericii Romano-Catolice, în special în perioada desfășurării Conciliului Vatican II.
Afiliat politic în Mișcarea Republicană Populară⁠(fr)[traduceți] (MRP), a devenit consilier al Ministrului de Stat Francisque Gay⁠(en)[traduceți] și a fost ales primar în Issy-les-Moulineaux (1949-1953).
Jacques Madaule a fost președinte al Comitetului național al scriitorilor din Franța. În 1964, a publicat sub forma unei vaste fresce autobiografice, povestea vieții sale în două volume: L'Interlocuteur și L'Absent (la editura Gallimard). Pentru întreaga sa activitate literară a fost distins cu Grand Prix national des lettres („Marele Premiu național pentru literatură”). 
De asemenea, a făcut parte din conducerea organizației pacifiste Mișcarea pentru pace, în cadrul căreia a militat timp de peste patruzeci de ani.
Din 1984 și până la decesul său (1993), a prezidat Société Paul Claudel („Societatea Paul Claudel”).

## Opere publicate (selecție)
- Les Chrétiens dans la cité, Éditions du Sagittaire, 1946
- Dante et la splendeur italienne, Club Français du Livre, 1957
- Les Juifs et le monde actuel
- Graham Greene, Éditions du Temps présent, 1951
- Le retour d'Israël, 1951
- Qui est Lanza del Vasto, Denoël, 1955 (Études, témoignages, textes)
- Le drame de Paul Claudel; éd. Desclée de Brouwer.
- Le génie de Claudel
- Le Drame albigeois et l'unité française; Paris (Gallimard, coll. "Idées"), 1973 (= éd. revue et augmentée).
- Le Christianisme de Dostoïevski
- Le nationalisme de Barrès
- Histoire de France (2 tomes), en 3 tomes dans la collection Idées Nrf, n° 92, 98 & 108.
- Rôle du Chrétien dans la cité
- Chrétiens de droite et de gauche
- Pèlerins comme nos pères
- César
- Chrétien de droite ou de gauche, dialogue entre Jean de Fabregues et Jacques Madaule dirigé par Jean-Marie Aubert et Christian Chabanis, Collection Verse et controverse Cahier 2, Éditions Beauchesne 1966

### Opere traduse în limba română
- Istoria Franței, vol. I, II și III, traducere de Eugen Rusu, Editura Politică, București, 1973.